# Montaigut-sur-Save
Pour les articles homonymes, voir Montaigut.
Montaigut-sur-Save (Montagut de Sava en occitan) est une commune française située dans le nord du département de la Haute-Garonne, en région Occitanie.
Sur le plan historique et culturel, la commune est dans le pays de Rivière-Verdun, un petit pays d'élection de l'est de la Gascogne, à l'écart des grandes voies de communication, et s'étageant sur les terrasses de la rive gauche de la Garonne, entre la vallée de la Save et la Lomagne, et se prolongeant en Gascogne toulousaine. Exposée à un climat océanique altéré, elle est drainée par la Save, un bras de la Save, l'Arsène, le ruisseau de Cérès, le ruisseau de Ribarot et par divers autres petits cours d'eau. La commune possède un patrimoine naturel remarquable composé de deux zones naturelles d'intérêt écologique, faunistique et floristique. Une partie de la forêt de Bouconne est située sur le territoire de la commune.
Montaigut-sur-Save est une commune rurale qui compte 1 946 habitants en 2022, après avoir connu une forte hausse de la population depuis 1962. Elle fait partie de l'aire d'attraction de Toulouse. Ses habitants sont appelés les Montaigutois ou  Montaigutoises.
Le patrimoine architectural de la commune comprend un immeuble protégé au titre des monuments historiques : la chapelle Notre-Dame-d'Alet, classée en 1988.

## Géographie

### Localisation
La commune de Montaigut-sur-Save se trouve dans le département de la Haute-Garonne, en région Occitanie.
Sur le plan historique et culturel, Montaigut-sur-Save fait partie du pays de Rivière-Verdun, un petit pays d'élection de l'est de la Gascogne sis à l'écart des grandes voies de communication. Ce territoire s'étage sur les terrasses de la rive gauche de la Garonne, entre la vallée de la Save et la Lomagne, et se prolonge plein est en Gascogne toulousaine.
Elle se situe à 20 km à vol d'oiseau de Toulouse, préfecture du département, et à 10 km de Léguevin, bureau centralisateur du canton de Léguevin dont dépend la commune depuis 2015 pour les élections départementales.
La commune fait en outre partie du bassin de vie de Toulouse.
Les communes les plus proches sont : 
Saint-Paul-sur-Save (0,9 km), Bretx (3,0 km), Daux (3,1 km), Menville (3,3 km), Lévignac (4,1 km), Mondonville (5,1 km), Larra (5,3 km), Thil (6,1 km).
Montaigut-sur-Save est limitrophe de sept autres communes.
| Larra               | Merville                                  |      |
| Saint-Paul-sur-Save | Montaigut-sur-Save                        | Daux |
| Lévignac            | Pibrac, Mondonville (par un quinquepoint) |      |

### Géologie
La superficie de la commune est de 1 265 hectares ; son altitude varie de 116  à   194 mètres.
Au point de vue géologique, la commune est située dans la vallée de la Save qui a formé une vaste plaine constituée par des dépôts alluviaux anciens de la moyenne terrasse de la Garonne.
Ces formations ont été fortement entaillées lors de la mise en place de la rivière Save, couvrant l'espace entre le plateau alluvial de la Garonne et la vallée de la Save de formations colluvio-alluviales.
L'érosion a été forte et par endroits le substratum molassique peut apparaitre, notamment dans le centre bourg.

### Hydrographie

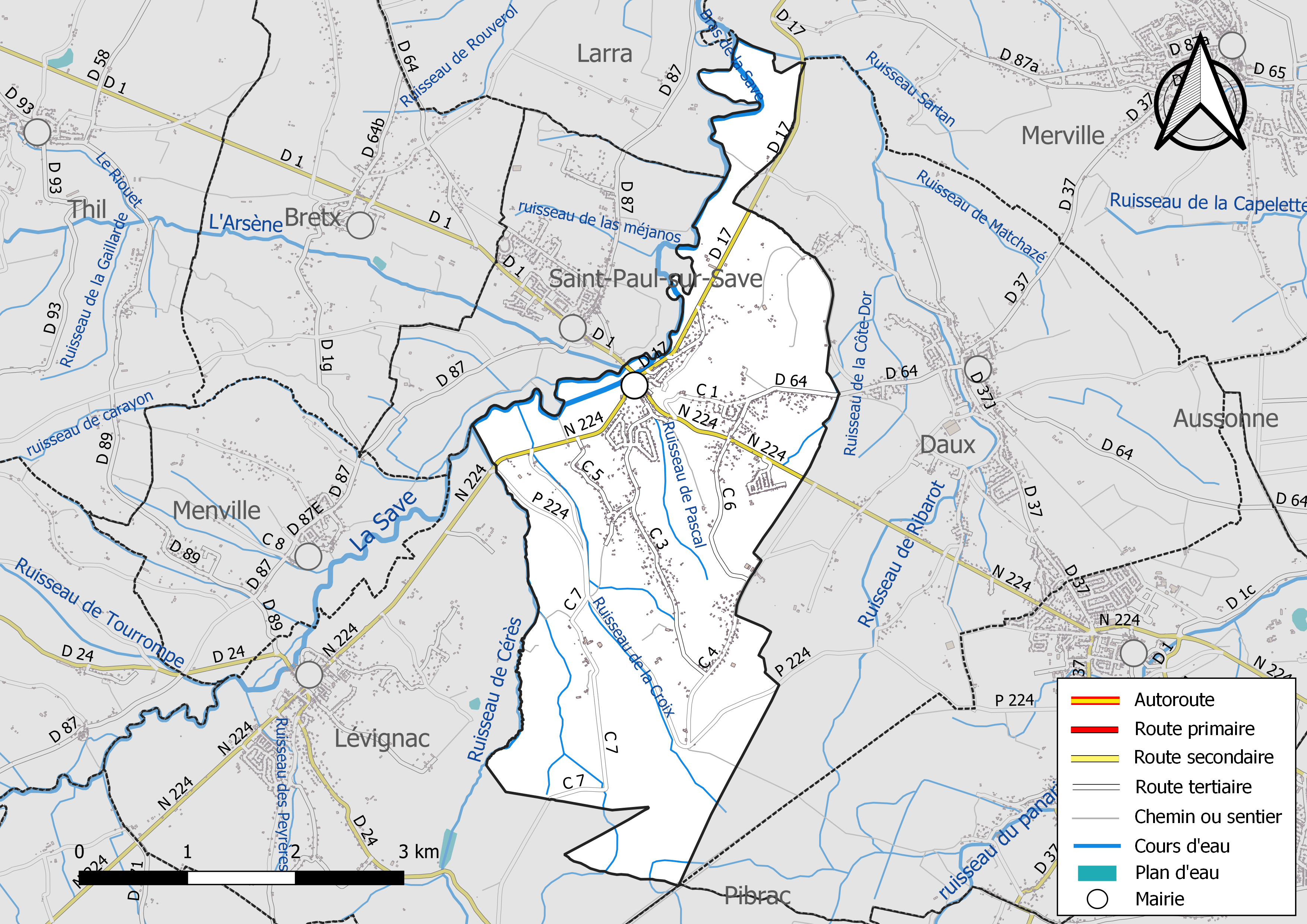
Réseaux hydrographique et routier de Montaigut-sur-Save.

La commune est dans le bassin de la Garonne, au sein du bassin hydrographique Adour-Garonne. Elle est drainée par la Save, l'Arsène, le ruisseau de Cérès, le ruisseau de Ribarot, un bras de la Save, le ruisseau de la Croix, le ruisseau de Pascal et par divers petits cours d'eau, constituant un réseau hydrographique de 19 km de longueur totale,.
La Save, d'une longueur totale de 143 km, prend sa source dans la commune de Lannemezan (65) et s'écoule du sud-ouest vers le nord-est. Elle traverse la commune et se jette dans la Garonne à Grenade, après avoir traversé 46 communes.

### Climat
Pour des articles plus généraux, voir Climat de l'Occitanie et Climat de la Haute-Garonne.
En 2010, le climat de la commune est de type climat du Bassin du Sud-Ouest, selon une étude s'appuyant sur une série de données couvrant la période 1971-2000. En 2020, Météo-France publie une typologie des climats de la France métropolitaine dans laquelle la commune est exposée à un climat océanique altéré et est dans la région climatique Aquitaine, Gascogne, caractérisée par une pluviométrie abondante au printemps, modérée en automne, un faible ensoleillement au printemps, un été chaud (19,5 °C), des vents faibles, des brouillards fréquents en automne et en hiver et des orages fréquents en été (15 à 20 jours).
Pour la période 1971-2000, la température annuelle moyenne est de 13,3 °C, avec une amplitude thermique annuelle de 15,8 °C. Le cumul annuel moyen de précipitations est de 726 mm, avec 9,6 jours de précipitations en janvier et 5,9 jours en juillet. Pour la période 1991-2020, la température moyenne annuelle observée sur la station météorologique la plus proche, située sur la commune de Blagnac à 14 km à vol d'oiseau, est de 14,2 °C et le cumul annuel moyen de précipitations est de 627,0 mm,. Pour l'avenir, les paramètres climatiques de la commune estimés pour 2050 selon différents scénarios d'émission de gaz à effet de serre sont consultables sur un site dédié publié par Météo-France en novembre 2022.

### Milieux naturels et biodiversité

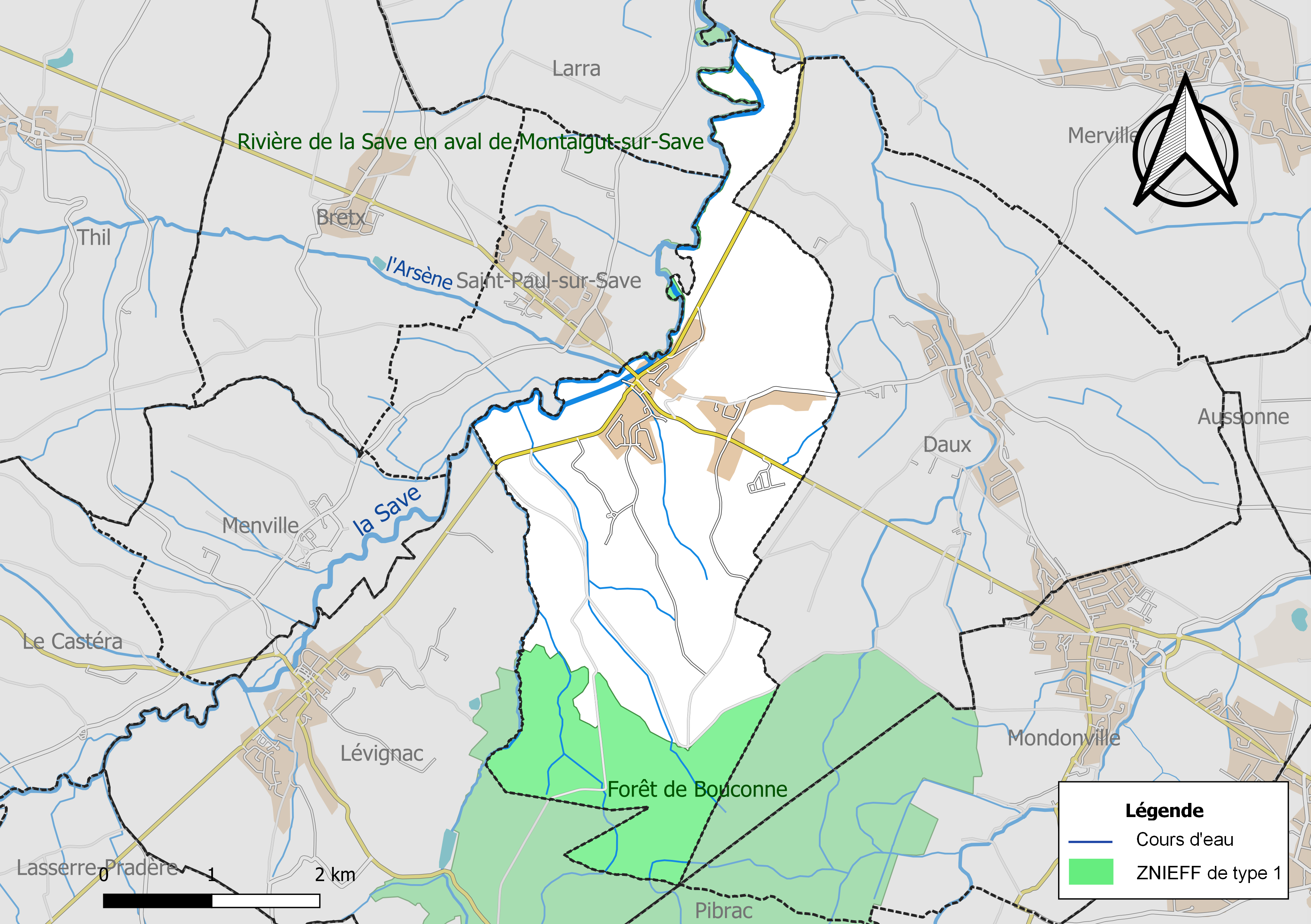
Carte des ZNIEFF de type 1 localisées sur la commune.

L’inventaire des zones naturelles d'intérêt écologique, faunistique et floristique (ZNIEFF) a pour objectif de réaliser une couverture des zones les plus intéressantes sur le plan écologique, essentiellement dans la perspective d’améliorer la connaissance du patrimoine naturel national et de fournir aux différents décideurs un outil d’aide à la prise en compte de l’environnement dans l’aménagement du territoire.
Deux ZNIEFF de type 1 sont recensées sur la commune :
la « forêt de Bouconne » (2 868 ha), couvrant 10 communes dont neuf dans la Haute-Garonne et une dans le Gers et 
la « rivière de la Save en aval de Montaigut-sur-Save » (94 ha), couvrant 6 communes dont cinq dans la Haute-Garonne et une dans le Tarn-et-Garonne.

## Urbanisme

### Typologie
Au 1er janvier 2024, Montaigut-sur-Save est catégorisée commune rurale à habitat dispersé, selon la nouvelle grille communale de densité à sept niveaux définie par l'Insee en 2022.
Elle est située hors unité urbaine. Par ailleurs la commune fait partie de l'aire d'attraction de Toulouse, dont elle est une commune de la couronne,. Cette aire, qui regroupe 527 communes, est catégorisée dans les aires de 700 000 habitants ou plus (hors Paris),.

### Occupation des sols

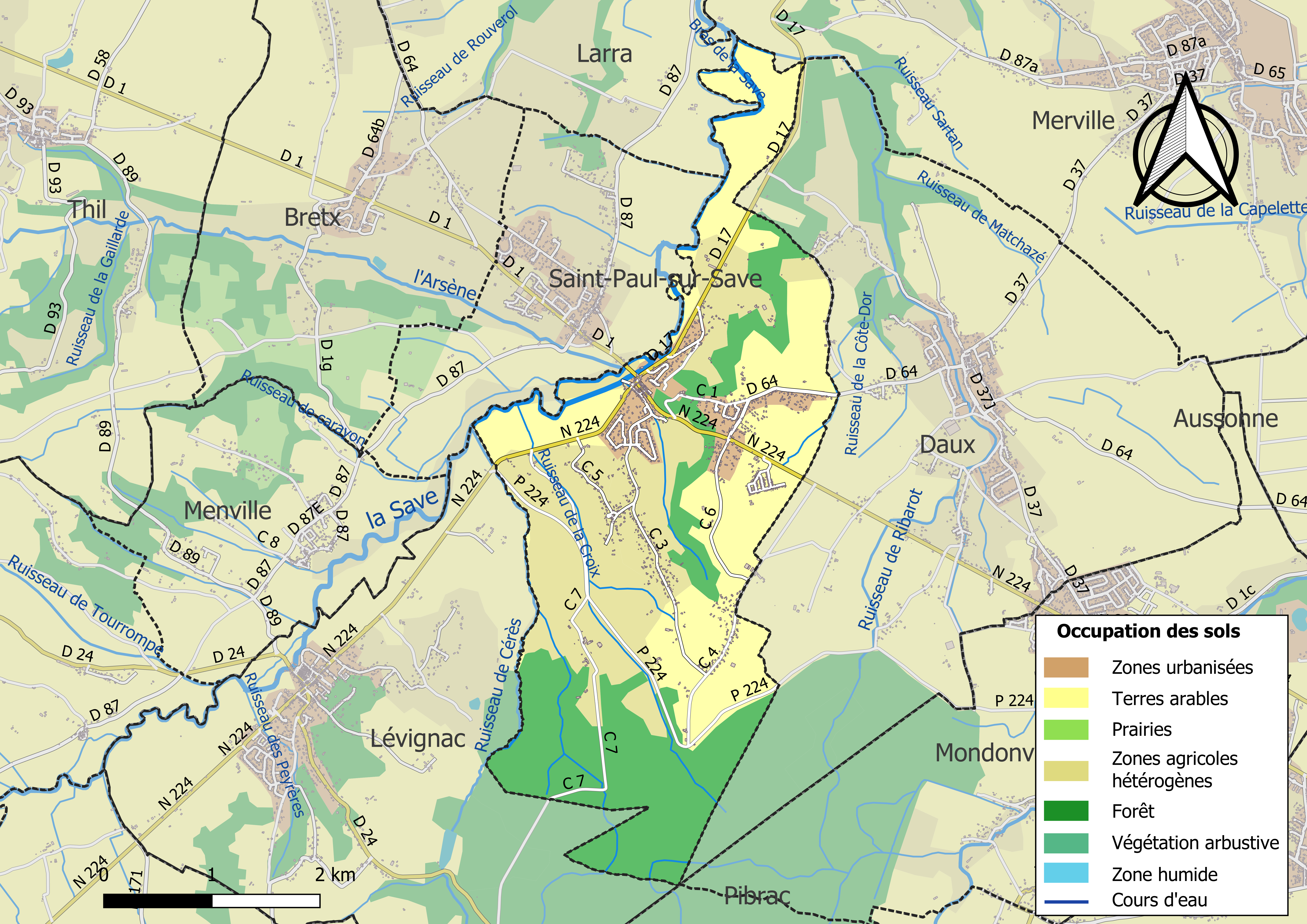
Carte des infrastructures et de l'occupation des sols de la commune en 2018 (CLC).

L'occupation des sols de la commune, telle qu'elle ressort de la base de données européenne d’occupation biophysique des sols Corine Land Cover (CLC), est marquée par l'importance des territoires agricoles (55,8 % en 2018), en diminution par rapport à 1990 (66,3 %). La répartition détaillée en 2018 est la suivante : 
terres arables (33,6 %), forêts (32,9 %), zones agricoles hétérogènes (22,2 %), zones urbanisées (11,4 %). L'évolution de l’occupation des sols de la commune et de ses infrastructures peut être observée sur les différentes représentations cartographiques du territoire : la carte de Cassini (XVIIIe siècle), la carte d'état-major (1820-1866) et les cartes ou photos aériennes de l'IGN pour la période actuelle (1950 à aujourd'hui).

### Voies de communication et transports
Accès par la route nationale 224 en venant de Toulouse.
Par l'avion : aéroport de Toulouse-Blagnac.
La ligne 369 du réseau Arc-en-Ciel relie le centre de la commune à la gare routière de Toulouse depuis Lasserre-Pradère, et la ligne 373 relie le centre de la commune à la gare routière de Toulouse également depuis Cadours.

### Risques majeurs
Le territoire de la commune de Montaigut-sur-Save est vulnérable à différents aléas naturels : météorologiques (tempête, orage, neige, grand froid, canicule ou sécheresse), inondations, feux de forêts et séisme (sismicité très faible). Un site publié par le BRGM permet d'évaluer simplement et rapidement les risques d'un bien localisé soit par son adresse soit par le numéro de sa parcelle.
Certaines parties du territoire communal sont susceptibles d’être affectées par le risque d’inondation par débordement de cours d'eau, notamment l'Arsène. La commune a été reconnue en état de catastrophe naturelle au titre des dommages causés par les inondations et coulées de boue survenues en 1982, 1988, 1999, 2000, 2009 et 2022,.
Un plan départemental de protection des forêts contre les incendies a été approuvé par arrêté préfectoral du 25 septembre 2006. Montaigut-sur-Save est exposée au risque de feu de forêt du fait de la présence sur son territoire du massif de Bouconne. Il est ainsi défendu aux propriétaires de la commune et à leurs ayants droit de porter ou d’allumer du feu dans l'intérieur et à une distance de 200 mètres des bois, forêts, plantations, reboisements ainsi que des landes. L’écobuage est également interdit, ainsi que les feux de type méchouis et barbecues, à l’exception de ceux prévus dans des installations fixes (non situées sous couvert d'arbres) constituant une dépendance d'habitation,.

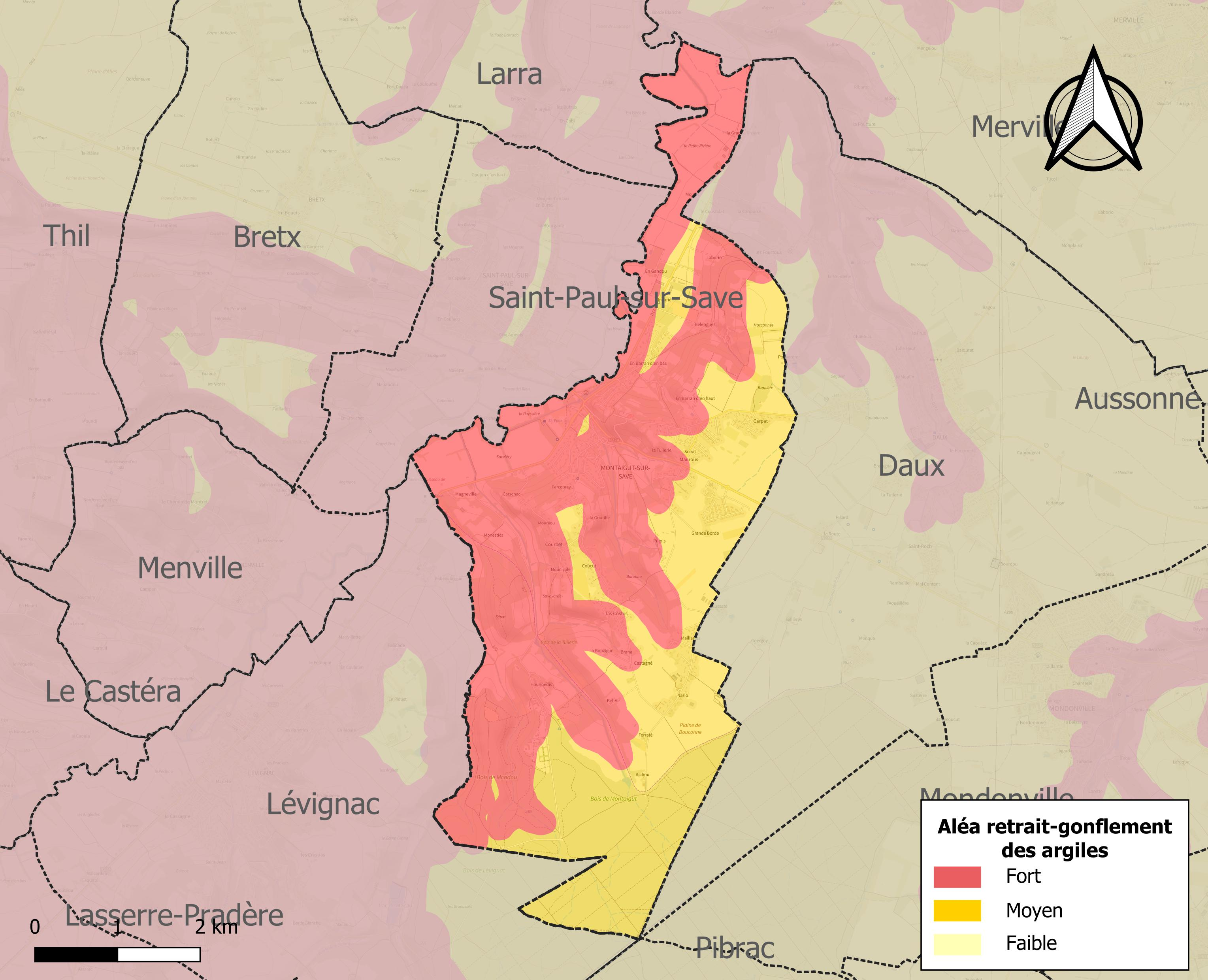
Carte des zones d'aléa retrait-gonflement des sols argileux de Montaigut-sur-Save.

Le retrait-gonflement des sols argileux est susceptible d'engendrer des dommages importants aux bâtiments en cas d’alternance de périodes de sécheresse et de pluie. La totalité de la commune est en aléa moyen ou fort (88,8 % au niveau départemental et 48,5 % au niveau national). Sur les 621 bâtiments dénombrés sur la commune en 2019, 621 sont en aléa moyen ou fort, soit 100 %, à comparer aux 98 % au niveau départemental et 54 % au niveau national. Une cartographie de l'exposition du territoire national au retrait gonflement des sols argileux est disponible sur le site du BRGM,.
Par ailleurs, afin de mieux appréhender le risque d’affaissement de terrain, l'inventaire national des cavités souterraines permet de localiser celles situées sur la commune.
Concernant les mouvements de terrains, la commune a été reconnue en état de catastrophe naturelle au titre des dommages causés par la sécheresse en 1989, 1991, 1998, 1999, 2002, 2006, 2011, 2015 et 2020 et par des mouvements de terrain en 1999.

## Toponymie
Montaigut de Mons acutus  mont aigu, le nom de la colline du village.

## Histoire
La très ancienne présence humaine se signale tout d'abord par des vestiges préhistoriques découverts lors de travaux réalisés près de la forêt de Bouconne. Le principal site, le site Bichou à Montaigut a livré plus de 2500 objets et indices d'occupations préhistoriques correspondant à deux époques successives, l'Acheuléen (âge estimé d'environ 400 000 ans) et le Paléolithique moyen.
Récemment, on a également pu retrouver le site d'un village gaulois (vers Mondonville) et des traces de camps fortifiés romains (lieu-dit des Fourtous).
Au XIe siècle, l'histoire du laboureur Raymond, qui voit apparaître la Vierge dans son champ, est à l'origine de la construction de la chapelle Notre-Dame-d'Alet. Maintes fois détruite, elle a été à chaque fois rebâtie par les habitants de Montaigut qui lui ont toujours voué un culte indéfectible. Elle fut pendant des siècles un haut lieu de pèlerinage.
Entre le village et la chapelle, un antique manoir se dressait à mi-coteau. Il fut remplacé après la guerre de Cent Ans par le château de Montaigut, flanqué de quatre grosses tours dominant toute la plaine de la Save. De puissants seigneurs habitèrent pendant des siècles cette demeure princière (familles de Faudoas, Le Masuyer, de Tournier), fournissant au Parlement de Toulouse quelques membres illustres. Le château, complètement démoli à la Révolution française, a pu cependant être localisé par hasard grâce à des travaux de terrassement qui ont découvert ses fondations. Un dessin du château est conservé aux archives départementales.
En 1940 ou 1941, un site allemand d'entrainement de la Luftwaffe (aviation allemande) est construit à Montaigut. De nombreux tirs sont entendus par la population, signe des entraînements intensifs. Par trois reprises, des avions se sont même crashés, causant une seule fois la mort du pilote allemand.

### Héraldique
| Montaigut-sur-Save | Son blasonnement est : sable à la billette d'argent. |

## Politique et administration

### Administration municipale
Le nombre d'habitants au recensement de 2017 étant compris entre 1 500 habitants et 2 499 habitants, le nombre de membres du conseil municipal pour l'élection de 2020 est de dix-neuf,.

### Rattachements administratifs et électoraux
Commune faisant partie de la cinquième circonscription de la Haute-Garonne, de la communauté de communes des Hauts Tolosans et du canton de Léguevin (avant le redécoupage départemental de 2014, Montaigut-sur-Save faisait partie de l'ex-canton de Grenade) et avant le 1er janvier 2017 de la communauté de communes de Save et Garonne.

## Population et société

### Démographie
L'évolution du nombre d'habitants est connue à travers les recensements de la population effectués dans la commune depuis 1793. Pour les communes de moins de 10 000 habitants, une enquête de recensement portant sur toute la population est réalisée tous les cinq ans, les populations de référence des années intermédiaires étant quant à elles estimées par interpolation ou extrapolation. Pour la commune, le premier recensement exhaustif entrant dans le cadre du nouveau dispositif a été réalisé en 2004.

En 2022, la commune comptait 1 946 habitants, en évolution de +21,32 % par rapport à 2016 (Haute-Garonne : +8,02 %, France hors Mayotte : +2,11 %).
| 1793 | 1800 | 1806 | 1821 | 1831 | 1836 | 1841 | 1846 | 1851 |
| ---- | ---- | ---- | ---- | ---- | ---- | ---- | ---- | ---- |
| 336  | 380  | 394  | 421  | 459  | 454  | 476  | 484  | 484  |

| 1856 | 1861 | 1866 | 1872 | 1876 | 1881 | 1886 | 1891 | 1896 |
| ---- | ---- | ---- | ---- | ---- | ---- | ---- | ---- | ---- |
| 489  | 500  | 512  | 444  | 471  | 461  | 447  | 467  | 460  |

| 1901 | 1906 | 1911 | 1921 | 1926 | 1931 | 1936 | 1946 | 1954 |
| ---- | ---- | ---- | ---- | ---- | ---- | ---- | ---- | ---- |
| 429  | 406  | 439  | 374  | 309  | 324  | 313  | 338  | 310  |

| 1962 | 1968 | 1975 | 1982 | 1990 | 1999  | 2004  | 2006  | 2009  |
| ---- | ---- | ---- | ---- | ---- | ----- | ----- | ----- | ----- |
| 306  | 419  | 589  | 724  | 972  | 1 201 | 1 331 | 1 513 | 1 559 |

| 2014  | 2019  | 2022  | - | - | - | - | - | - |
| ----- | ----- | ----- | - | - | - | - | - | - |
| 1 603 | 1 839 | 1 946 | - | - | - | - | - | - |

| selon la population municipale des années : | 1968 | 1975 | 1982 | 1990 | 1999 | 2006 | 2009 | 2013 |
| Rang de la commune dans le département      | 154  | 161  | 160  | 125  | 120  | 117  | 120  | 123  |
| Nombre de communes du département           | 592  | 582  | 586  | 588  | 588  | 588  | 589  | 589  |

Montaigut profite du dynamisme de la banlieue ouest de la métropole régionale et connait un fort développement depuis une vingtaine d'années.
En 30 ans (1968-1999), la population a été multipliée par trois. La commune s'inscrit donc dans la dynamique démographique des communes périurbaines de la métropole toulousaine. Le taux de croissance démographique annuel est important (de l'ordre de 2,38 % sur la période 1990-1999).

### Enseignement
Montaigut-sur-Save fait partie de l'académie de Toulouse.
La commune dispose d'une école maternelle et d'une école primaire publique, ainsi qu'une bibliothèque.

### Sports
Pétanque, football, cyclotourisme ou rugby à XV.
Le club de rugby XV de la Save est champion de France 3e série en 2018 face au RC Rougier (12). Rencontre se déroulant sur le terrain de Graulhet (81).

### Santé
Centre communal d’action sociale,

### Culture, fête
La fête locale a lieu traditionnellement tous les premiers week-ends de septembre, bibliothèque municipale, salle des fêtes, base de loisirs,
En 2007, lors de l'enquête Où vit-on le mieux dans le grand Toulouse, réalisée tous les deux ans par le quotidien régional « La Dépêche du Midi », la commune de Montaigut-sur-Save a été distinguée en remportant le trophée dans le domaine « Animation, culture et loisirs ».

### Écologie et recyclage
En 2009, la commune de Montaigut-sur-Save s'est à nouveau distinguée en remportant cette fois le trophée « environnement ».
La collecte et le traitement des déchets des ménages et des déchets assimilés ainsi que la protection et la mise en valeur de l'environnement se font dans le cadre de la communauté de communes de Save et Garonne.

## Économie

### Revenus
En 2018  (données Insee publiées en septembre 2021), la commune compte 682 ménages fiscaux, regroupant 1 936 personnes. La médiane du revenu disponible par unité de consommation est de 27 170 € (23 140 € dans le département).

### Emploi
|                | 2008  | 2013  | 2018  |
| -------------- | ----- | ----- | ----- |
| Commune        | 4,2 % | 5,8 % | 6,4 % |
| Département    | 7,7 % | 9,6 % | 9,3 % |
| France entière | 8,3 % | 10 %  | 10 %  |

En 2018, la population âgée de 15 à 64 ans s'élève à 1 107 personnes, parmi lesquelles on compte 82,3 % d'actifs (75,9 % ayant un emploi et 6,4 % de chômeurs) et 17,7 % d'inactifs,. Depuis 2008, le taux de chômage communal (au sens du recensement) des 15-64 ans est inférieur à celui de la France et du département.
La commune fait partie de la couronne de l'aire d'attraction de Toulouse, du fait qu'au moins 15 % des actifs travaillent dans le pôle,. Elle compte 214 emplois en 2018, contre 226 en 2013 et 203 en 2008. Le nombre d'actifs ayant un emploi résidant dans la commune est de 851, soit un indicateur de concentration d'emploi de 25,1 % et un taux d'activité parmi les 15 ans ou plus de 68,6 %.
Sur ces 851 actifs de 15 ans ou plus ayant un emploi, 88 travaillent dans la commune, soit 10 % des habitants. Pour se rendre au travail, 91,6 % des habitants utilisent un véhicule personnel ou de fonction à quatre roues, 1,7 % les transports en commun, 3,6 % s'y rendent en deux-roues, à vélo ou à pied et 3,1 % n'ont pas besoin de transport (travail au domicile).

### Activités hors agriculture

#### Secteurs d'activités
151 établissements sont implantés  à Montaigut-sur-Save au 31 décembre 2019. Le tableau ci-dessous en détaille le nombre par secteur d'activité et compare les ratios avec ceux du département,.
| Secteur d'activité                                                                                        | Commune | Commune | Département |
| Secteur d'activité                                                                                        | Nombre  | %       | %           |
| --- | ------- | ------- | ----------- |
| Ensemble                                                                                                  | 151     | 100 %   | (100 %)     |
| Industrie manufacturière, industries extractives et autres                                                | 13      | 8,6 %   | (5,7 %)     |
| Construction                                                                                              | 18      | 11,9 %  | (12 %)      |
| Commerce de gros et de détail, transports, hébergement et restauration                                    | 35      | 23,2 %  | (25,9 %)    |
| Information et communication                                                                              | 5       | 3,3 %   | (4,1 %)     |
| Activités financières et d'assurance                                                                      | 2       | 1,3 %   | (3,8 %)     |
| Activités immobilières                                                                                    | 17      | 11,3 %  | (4,2 %)     |
| Activités spécialisées, scientifiques et techniques et activités de services administratifs et de soutien | 22      | 14,6 %  | (19,8 %)    |
| Administration publique, enseignement, santé humaine et action sociale                                    | 24      | 15,9 %  | (16,6 %)    |
| Autres activités de services                                                                              | 15      | 9,9 %   | (7,9 %)     |

Le secteur du commerce de gros et de détail, des transports, de l'hébergement et de la restauration est prépondérant sur la commune puisqu'il représente 23,2 % du nombre total d'établissements de la commune (35 sur les 151 entreprises implantées  à Montaigut-sur-Save), contre 25,9 % au niveau départemental.

#### Entreprises et commerces
Les cinq entreprises ayant leur siège social sur le territoire communal qui génèrent le plus de chiffre d'affaires en 2020 sont : 
- Green Log, location de terrains et d'autres biens immobiliers (3 248 k€) ;
- Les Boulots, location de terrains et d'autres biens immobiliers (3 117 k€) ;
- Les Cedres, location de terrains et d'autres biens immobiliers (1 583 k€) ;
- Kaneq, production d'électricité (1 568 k€) ;
- 3R, activités des sociétés holding (1 515 k€).

L'agriculture basée sur la culture de céréales (maïs, blé...) tient encore une place importante mais tend à diminuer en faveur de zones résidentielles liées à la proximité de l'agglomération toulousaine puisque étant dans son aire urbaine.

### Agriculture
|               | 1988 | 2000 | 2010 | 2020 |
| ------------- | ---- | ---- | ---- | ---- |
| Exploitations | 16   | 8    | 10   | 9    |
| SAU (ha)      | 403  | 240  | 183  | 183  |

La commune est dans les « Coteaux du Gers », une petite région agricole occupant une partie nord-ouest du département de la Haute-Garonne, caractérisée par une succession de coteaux peu accidentés, les surfaces cultivées étant entièrement dévolues aux grandes cultures. En 2020, l'orientation technico-économique de l'agriculture  sur la commune est la culture de fleurs et/ou horticulture diverse. Neuf exploitations agricoles ayant leur siège dans la commune sont dénombrées lors du recensement agricole de 2020 (16 en 1988). La superficie agricole utilisée est de 183 ha,,.

## Culture locale et patrimoine

### Lieux et monuments

#### Chapelle Notre-Dame-d'Alet
La chapelle Notre-Dame-d'Alet est classée Monument historique depuis 1988.
La dévotion à Notre-Dame d’Alet se développa au XIIe siècle à la suite d'une apparition de la Vierge à un laboureur nommé Raymond. La première chapelle vit le passage de saint Dominique en 1213. Elle fut détruite au cours des guerres de religion puis reconstruite en 1673. De toute la région, les pèlerins arrivaient en nombre, on dut alors agrandir le sanctuaire avec une chapellenie et un cloître. De cette époque datent les remarquables retables baroques du maître-autel et des chapelles secondaires. À la Révolution, le comité révolutionnaire décida de détruire la chapelle mais les habitants du village s’y opposèrent. Elle fut restaurée au XIXe siècle avec l’ajout du porche d’entrée. La nef fut alors ornée d’un plafond à caissons, d’une chaire et d’un ensemble de vitraux de l’atelier Gesta. En outre, la chapelle possède deux Vierges de Pitié de qualité, l’une de pierre du XVIe siècle de style bourguignon et l’autre de terre cuite réalisée au XVIIe siècle par Étienne Dugast. Cette dernière était placée à l’origine sur le toit de la chapelle, une copie l’y a remplacée depuis 1996.

#### Église Saint-Pierre
Le chœur et une grande partie de la nef sont les parties les plus anciennes de l’église Saint-Pierre, ils datent probablement des XIVe et XVe siècles. La nef unique est encadrée de trois chapelles ajoutées aux XVIIe et XVIIIe siècles. Le XIXe siècle fut une période de travaux importants. Le couvrement fut alors refait en utilisant les chevrons de la charpente d’origine. En 1835, on construisit le clocher mur qui est épaulé de quatre puissants contreforts. Sur les deux grosses cloches avec joug de bois est inscrite la date 1835. Puis l’horloge fut installée en 1888, son cadre fut changé en 1956. À la fin du XIXe siècle, on réalisa le décor peint de l’église, un décor de style néogothique alors à la mode. À la même époque furent ajoutées les marches et la porte d’entrée du côté sud. Le couvrement et le clocher ont fait l’objet d’une importante restauration achevée en 2013.

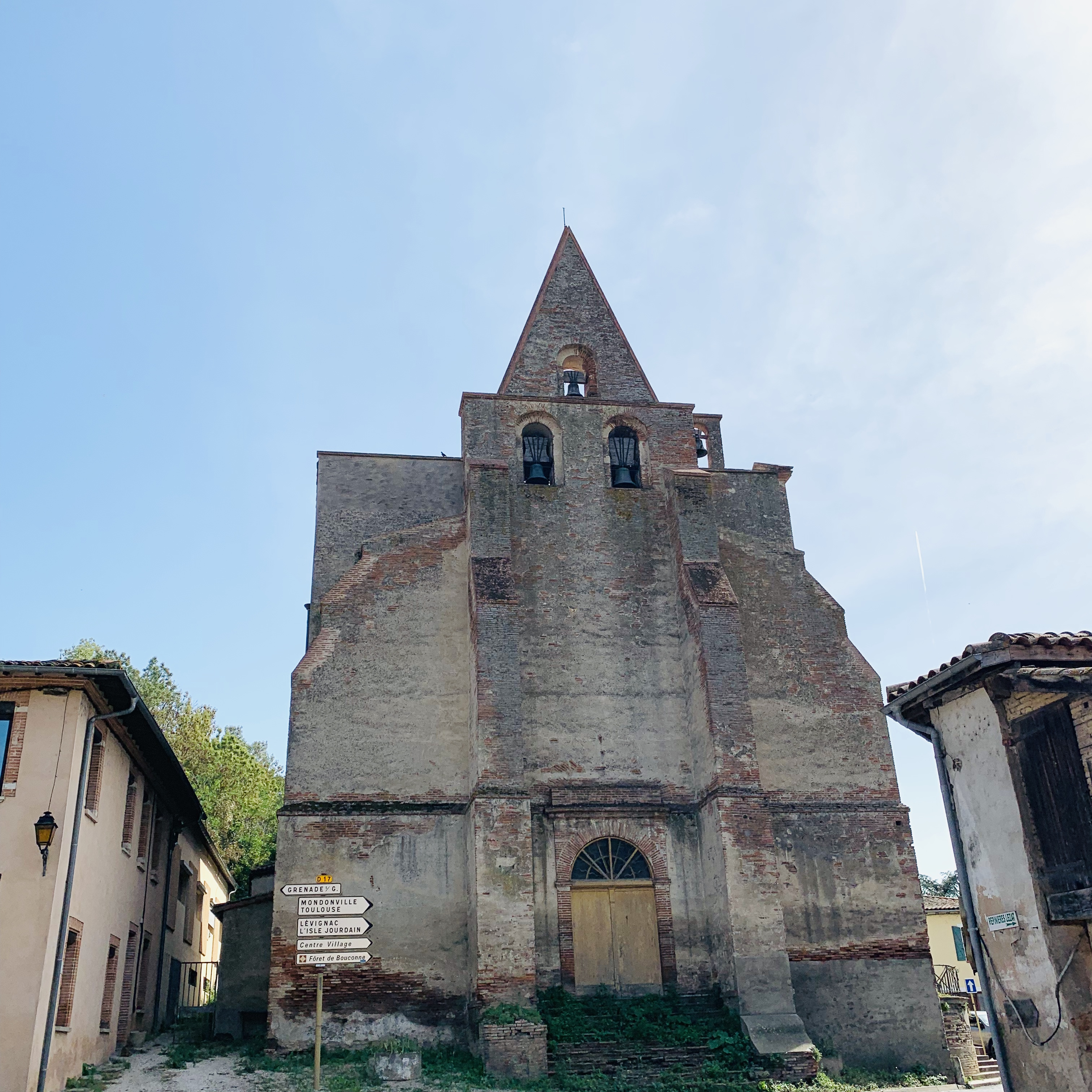
Façade.
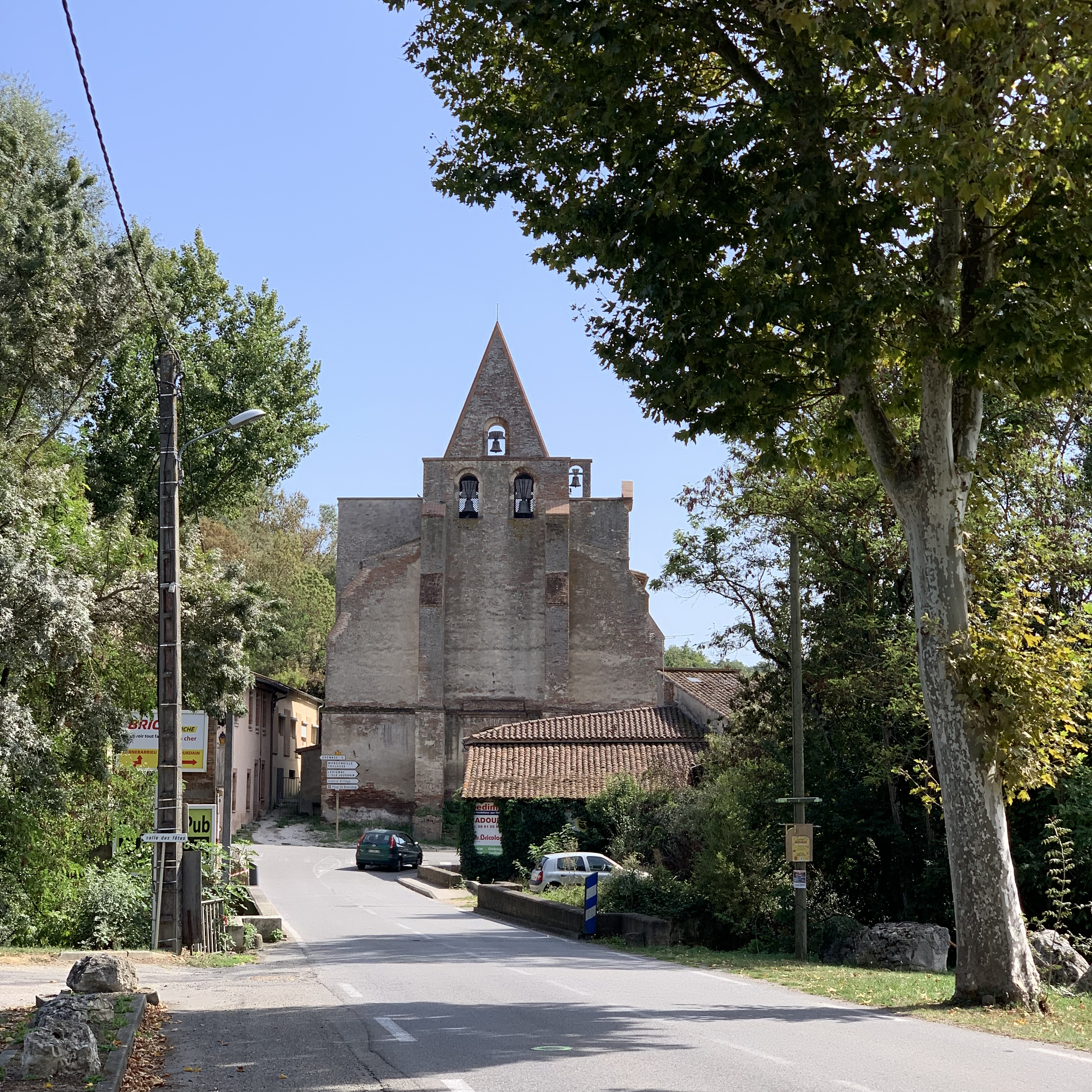
Depuis la route de Saint-Paul-sur-Save.
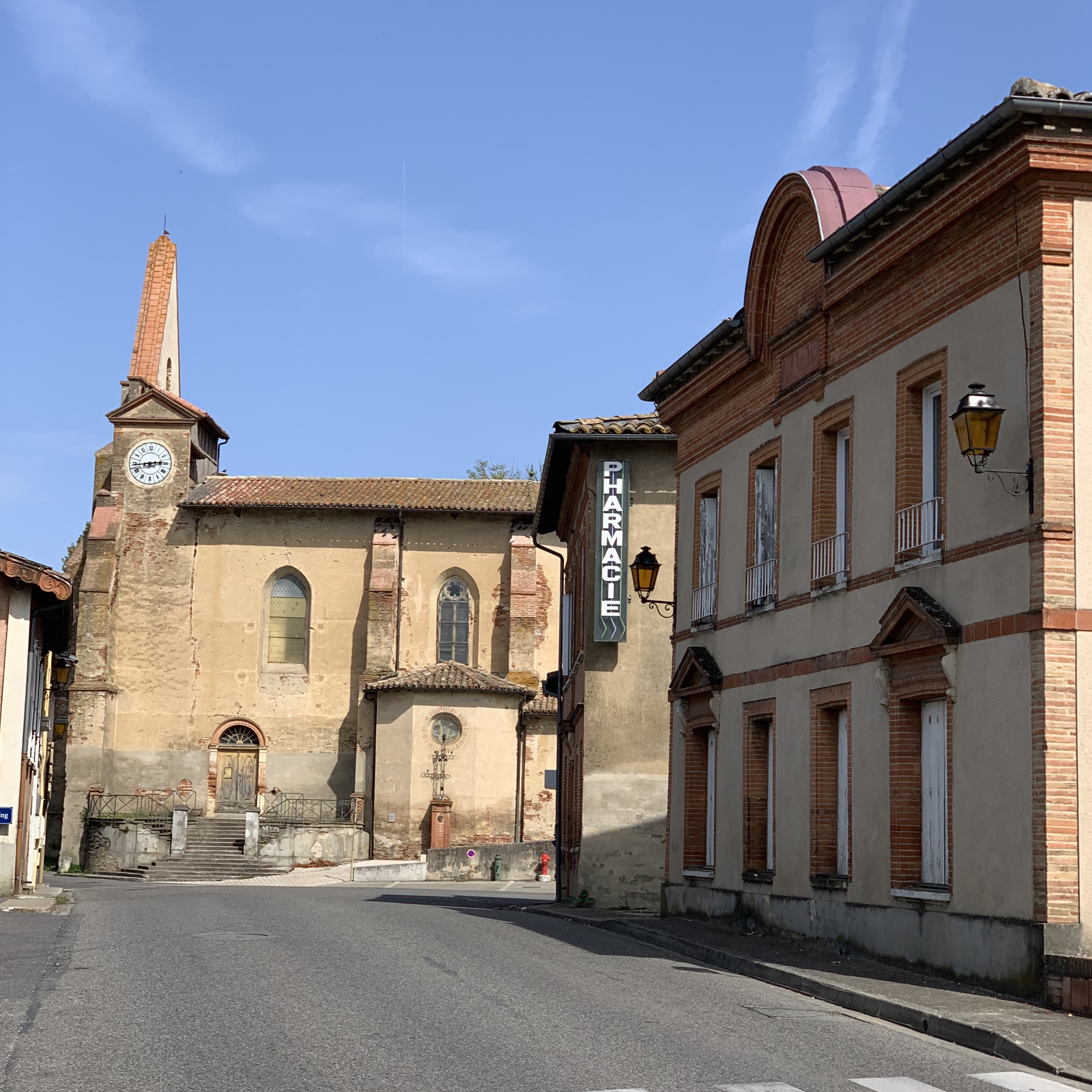
Avec la mairie.

Château de Montaigut
Le château de Montaigut, aujourd'hui disparu, fut construit après la guerre de Cent Ans sur les pentes abruptes située au-dessus du village. Après être passé de main en main dans de grandes familles, son histoire se termine avec sa destruction en 1795, au cours de la Révolution.
Forêt de Bouconne
La forêt de Bouconne, seul grand massif forestier proche de Toulouse, couvre avec 2 378 ha dont 373 ha sur Montaigut, soit un tiers du territoire communal. Une base de loisirs y est implantée avec une piscine, des courts de tennis, un minigolf, etc. La forêt est aménagée pour recevoir les randonneurs, sportifs, pêcheurs, chasseurs et amoureux de nature. La base de loisirs est le départ de sentiers balisés de randonnées pédestres, dont le Chemin de Compostelle GR 653, VTT et équestres.

### Personnalités liées à la commune
- Honoré Serres décédé sur la commune le 29 décembre 1905.
- Julien Salamon est né le 8 mars 1825 à Caragoude. Après des études de médecine à Paris (pendant lesquelles il réalise de remarquables reproductions de tableaux du Louvre), il devient un des premiers spécialistes accoucheurs de Toulouse (il n'y avait alors que des sages-femmes), ce qui lui permet de gagner rapidement une forte notoriété. Ayant fait construire en 1875 à Montaigut-sur-Save un relais de chasse : la villa d'Alet, il devient maire de la commune entre 1877 et 1883 et fait voter la création de l'école. Julien Salamon venait plusieurs fois par an en calèche à Montaigut pour assurer ses fonctions de maire. Il fut attaqué par des brigands dans le virage du chemin de Mondonville. Grâce aux deux pistolets qu'il portait sur lui, il put continuer son chemin et arriver vivant mais blessé à Montaigut. Sa petite-fille Marie-Louise Betbèze, épousa Gérard Rouvière qui fut à son tour maire de Montaigut entre 1929 et 1935.
- Léon Achiary : né le 11 mai 1884 au pays basque, à Esquiule (Basses-Pyrénées), fils de cheminot, Léon Achiary fait ses études à Rodez, puis à l'école indigène de la Bouzanéa, et devient instituteur. Il entre avec sa femme Henriette en résistance dans le réseau Brutus à Toulouse, organisé autour de Raymond Naves (sous le pseudonyme de Louis Arnal). Naves crée le Journal clandestin « Le Populaire du Sud Ouest », imprimé chez les Frères Lion. Léon Achiary, alors responsable de la Mutualité rue de Metz, (dénommée « la Centrale ») met à disposition ses locaux pour se réunir et entreposer les journaux clandestins.En octobre 1943, repéré et traqué par la Gestapo, le couple Achiary se réfugie à Lyon, puis à Paris. Mais, en juillet 1944, la Gestapo les retrouve. Léon Achiary a le temps de s'enfuir, mais pas Henriette, qui est arrêtée. Elle meurt en déportation le 1er mars 1945 à Ravensbrück (Allemagne). Léon Achiary termine sa carrière comme directeur de l'école de teinturerie d'Alger. Il prend sa retraite dans la région toulousaine à Montaigut-sur-Save, au lieu-dit du Courbet. Il laisse le souvenir à ses voisins d'un homme discret et affable. Il meurt le 16 novembre 1973, ses cendres reposent au columbarium de Cornebarrieu[54].
- Sœur Emmanuelle, vient en 1995 à Montaigut faire un séjour à Notre-Dame-d’Alet, hébergée par la gardienne des lieux, sœur Jacqueline Mercier des Rochettes, de la même congrégation des sœurs de Sion. Elle laissera un souvenir ému aux enfants du village qui la rencontrent et suivent partout ses baskets fluos.